# ماريجيكا بويكو
ماريجيكا بويكو (بالرومانية: Maricica Puică)‏ هي عداءة مسافات متوسطة رومانية ولدت في يوم 29 يوليو 1950 في مدينة ياش في رومانيا، كانت واحدة من أفضل عدائات المسافات المتوسطة في عقد 1980، إختصت بسباقات 3000 متر و1500 متر وسباق العدو الريفي، فازت بالميدالية الذهبية في سباق 3000 متر في دورة الألعاب الأولمبية الصيفية 1984 في لوس أنجلوس وبالميدالية البرونزية في سباق 1500 متر، وفازت مرتين ببطولة العالم للعدو الريفي 1982 و1984، كما فازت بالميدالية الفضية في بطولة العالم لألعاب القوى 1987 في روما. في سنة 1989 إنضمت إلى الثورة المناهضة لحكم نيكولاي تشاوتشيسكو

## روابط خارجية
- ماريجيكا بويكو على موقع الاتحاد الدولي لألعاب القوى (الإنجليزية)
- ماريجيكا بويكو على موقع اللجنة الأولمبية الدولية (الإنجليزية)
- ماريجيكا بويكو على موقع أوليمبيديا (الإنجليزية)
- ماريجيكا بويكو على موقع اللجنة الأولمبية الرومانية (الرومانية)